# Tokugava Hidetada
Tokugava Hidetada (徳川 秀忠; Hepburn: Tokugawa Hidetada), (1579. május 2. – 1632. március 14.) a Tokugava család és az Edo-bakufu második sógunja volt 1605 és 1623-as lemondása között. Tokugava Iejaszu harmadik fia volt, apja a sóguni pozíció átadása után egészen 1616-os haláláig a hatalom jelentős részét a háttérből gyakorolta. Hidetada követte apja példáját Iemicu javára történő lemondása után. Uralkodása alatt megszilárdította a sógunátust, betiltotta a kereszténységet és megtette az első lépéseket Japán bezárkózására. Felesége az Oda családból származó Oejo volt.

## Élete

### Fiatalkora
1579-ben született Nagamaru néven Iejaszu első házastársától, nem sokkal azután, hogy legidősebb testvérét, Nobujaszut apja öngyilkosságra kényszerítette egy Oda Nobunaga elleni összeesküvés szervezése miatt. 1589-ben anyja beteg lett, és hamarosan meghalt. 1590-ben Nobunaga utódja, Tojotomi Hidejosi hadjáratot indított a Go-Hódzsó család ellen, ostrom alá véve Odavarát. Iejaszu is részt vett a hadjáratban, mivel Tojotomi megígérte, hogy nyolc kantói tartományt fog kapni ezért cserébe, az örökösének nevezett Nagamarut pedig túszként át kellett adnia. Tojotomi vezette nagykorúsági ceremóniáját, és a „Hide” írásjelet ajándékozta neki. Ekkor vette fel a Hidetada nevet.
1600-ban, halála előtt Tojotomi öt régenst nevezett ki, abban a reményben, hogy ellenségeskedéseik megakadályozzák, hogy bármelyikük átvegye a hatalmat ötéves fiától, Hidejoritól. Köztük volt Iejaszu is, aki a legerősebb volt az öt régens közül. Maga köré szervezte a keleti daimjókat, és a hamarosan kitörő konfliktusban Hidetadára is bízott egy hadsereget. 36 000 katonáját az ország belsején kellett eljuttatnia a döntő csata helyszínére. Hidetada október 12-én apja szigorú tiltása ellenére ostrom alá vette az uedai várkastélyt, amit négy napig ostromolt eredmény nélkül. Végül a szekigaharai csatát nélküle vívták meg, ő pedig már csak délután érkezett meg a harcmezőre. Apja először még fogadni sem akarta, hiszen késlekedése miatt majdnem elveszítette a csatát, és hosszú idő kellett, míg megbocsátott neki. Iejaszu 1603-ban kapta meg a sóguni címet Go-Józei japán császártól.

### Sógunként
Apja 1605-ben lemondott a címről javára, dinasztikus alapra helyezve a sógunátust, így Hidetada lett az Edo-bakufu második sógunja. Iejaszu azonban 1616-os haláláig továbbra is jelentős hatalmat gyakorolt a háttérből. Sógunként feleségül vette a Oda családból származó Oejót, akitől két fia, Iemicu és Tadanaga született. Két lányuk közül az egyik, Szenhime kétszer házasodott, a másik, Kazuko pedig Go-Mizunoo japán császár felesége lett. Ágyasaitól is születtek gyerekei, például az örökbefogadásba adott harmadik fia, Hosina Maszajuki, aki 1629-ben, Oejo halála után találkozhatott először igazi apjával és később Aizu daimjója lett.
Lányát, Szent Tojotomi Hidejorihoz adta feleségül, azonban mikor ez sem vetett véget intrikáinak, apjával együtt hadsereget vezettek székhelye, Oszaka ellen. Hidetada az 1614-es téli és az 1615-ös nyári ostromban is fontos szerepet töltött be, apjával több vitát is folytatott stratégiai kérdésekben, és míg ő a frontális támadást támogatta, Iejaszu óvatosabb taktikát akart alkalmazni. Hidejori és anyja szeppukut követtek el, és Hidetada saját unokája, Kunimacu életét sem kímélte meg. Egy évvel később Iejaszu is meghalt, így Hidetadáé lett a tényleges hatalom. Újraszervezte a központi kormányzatot, és megerősítette a sógunátust. Apjához hasonlóan betiltotta a kereszténységét, 1617-ben négy misszionáriust, 1620-ban százhúsz keresztényt végeztetett ki. Igyekezett korlátozni a külföldi befolyás terjedését, ezért megtiltotta a külföldi hajóknak, hogy Nagaszakin és Hiradón kívül bárhol kikössenek.

### Visszavonulása után
1623-ban lemondott második fia, Tokugava Iemicu javára, és apjához hasonlóan 1632-ig, haláláig kezében tartotta a tényleges hatalmat. Folytatta a keresztények üldözését, 1628-ban ötvenöt hitét megtagadni nem akarót végeztetett ki Nagaszakiban. 1632. március 14-én, 52 évesen halt meg.